# UFC on FOX 31
UFC on FOX 31: Lee vs. Iaquinta 2（ユーエフシー・オン・フォックス・サーティワン：リー・バーサス・アイアキンタ・ツー）は、アメリカ合衆国の総合格闘技団体「UFC」の大会の一つ。2018年12月15日、ウィスコンシン州ミルウォーキーのファイサーブ・フォーラムで開催された。

## 大会概要
本大会ではケビン・リーとアル・アイアキンタによるライト級戦が組まれた。

## 試合結果

### アーリープレリム
第1試合 ヘビー級 5分3R
○  フアン・アダムス vs.  クリス・デ・ラ・ロチャ ×
3R 0:58 TKO（パンチ連打）
第2試合 ライトヘビー級 5分3R
○  マイク・ロドリゲス vs.  アダム・ミルステッド ×
1R 2:59 TKO（ボディへの膝蹴り→パウンド）

### プレリミナリーカード
第3試合 フェザー級 5分3R
○  ダン・イゲ vs.  ジョーダン・グリフィン ×
3R終了 判定3-0（29-28、29-28、29-28）
第4試合 ミドル級 5分3R
○  ザック・カミングス vs.  トレバー・スミス ×
3R終了 判定3-0（29-28、29-28、29-28）
第5試合 ミドル級 5分3R
○  ジャック・ハーマンソン vs.  ジェラルド・マーシャート ×
1R 4:25 ギロチンチョーク
第6試合 ライト級 5分3R
○  ジョアキム・シウバ vs.  ジャレッド・ゴードン ×
3R 2:39 KO（右フック→パンチ連打）
第7試合 ライト級 5分3R
○  ドラッカー・クロース vs.  ボビー・グリーン ×
3R終了 判定3-0（29-28、29-28、29-28）
第8試合 ウェルター級 5分3R
○  ザック・オットー vs.  ドワイト・グラント ×
3R終了 判定2-1（28-29、29-28、29-28）

### メインカード
第9試合 ライト級 5分3R
○  チャールズ・オリベイラ vs.  ジム・ミラー ×
1R 1:15 リアネイキドチョーク
第10試合 バンタム級 5分3R
○  ロブ・フォント vs.  セルジオ・ペティス ×
3R終了 判定3-0（30-27、30-27、30-27）
第11試合 ライト級 5分3R
○  エジソン・バルボーザ vs.  ダン・フッカー ×
3R 2:19 KO（ボディーブロー）
第12試合 ライト級 5分5R
○  アル・アイアキンタ vs.  ケビン・リー ×
5R終了 判定3-0（48-47、48-47、49-46）

### 各賞
ファイト・オブ・ザ・ナイト： ジョアキム・シウバ vs. ジャレッド・ゴードン
パフォーマンス・オブ・ザ・ナイト： アル・アイアキンタ、チャールズ・オリベイラ
各選手にはボーナスとして5万ドルが授与された。

### カード変更
負傷などによるカードの変更は以下の通り。